# Judô nos Jogos Pan-Americanos de 2011 - Até 100 kg masculino
A categoria até 100 kg masculino do judô nos Jogos Pan-Americanos de 2011 foi disputada em 26 de outubro no Ginásio do CODE II com 10 judocas, cada um representando um país.

## Calendário
Horário local (UTC-6).
| Data          | Horário | Fase                |
| ------------- | ------- | ------------------- |
| 26 de outubro | 11:00   | Preliminares        |
| 26 de outubro | 11:32   | Quartas-de-final    |
| 26 de outubro | 12:12   | Repescagem          |
| 26 de outubro | 12:44   | Semifinal           |
| 26 de outubro | 17:24   | Disputa pelo bronze |
| 26 de outubro | 17:40   | Final               |

## Medalhistas
| Ouro   | BRA Luciano Corrêa                     |
| Prata  | CUB Oreidis Despaigne                  |
| Bronze | ARG Cristian Schmidt MEX Sergio García |

## Resultados

### Chave
|  | Primeira rodada       | Primeira rodada       | Primeira rodada |  |  | Quartas-de-final      | Quartas-de-final      | Quartas-de-final      |     |                       | Semifinais            | Semifinais         | Semifinais |  |  | Final | Final | Final |
|  |                       |                       |                 |  |  |                       |                       |                       |     |                       |                       |                    |            |  |  |       |       |       |
|  | BRA Luciano Corrêa    | BRA Luciano Corrêa    | 100             |  |  |                       |                       |                       |     |                       |                       |                    |            |  |  |       |       |       |
|  | PUR Carlos Santiago   | PUR Carlos Santiago   | 000             |  |  | BRA Luciano Corrêa    | BRA Luciano Corrêa    | 110                   |     |                       |                       |                    |            |  |  |       |       |       |
|  |                       |                       |                 |  |  | USA Kyle Vashkulat    | USA Kyle Vashkulat    | 010                   |     |                       |                       |                    |            |  |  |       |       |       |
|  |                       |                       |                 |  |  |                       |                       |                       |     | BRA Luciano Corrêa    | BRA Luciano Corrêa    | 110                |            |  |  |       |       |       |
|  |                       |                       |                 |  |  |                       | MEX Sergio García     | MEX Sergio García     | 001 |                       |                       |                    |            |  |  |       |       |       |
|  |                       |                       |                 |  |  | MEX Sergio García     | MEX Sergio García     | 001 GS                |     |                       |                       |                    |            |  |  |       |       |       |
|  |                       |                       |                 |  |  | VEN Albenis Rosales   | VEN Albenis Rosales   | 000                   |     |                       |                       |                    |            |  |  |       |       |       |
|  |                       |                       |                 |  |  |                       |                       |                       |     |                       | BRA Luciano Corrêa    | BRA Luciano Corrêa | 010 GS     |  |  |       |       |       |
|  | CUB Oreidis Despaigne | CUB Oreidis Despaigne | 120             |  |  |                       | CUB Oreidis Despaigne | CUB Oreidis Despaigne | 001 |                       |                       |                    |            |  |  |       |       |       |
|  | COL Camilo Castaño    | COL Camilo Castaño    | 000             |  |  | CUB Oreidis Despaigne | CUB Oreidis Despaigne | 010                   |     |                       |                       |                    |            |  |  |       |       |       |
|  |                       |                       |                 |  |  | CAN Stefan Zwiers     | CAN Stefan Zwiers     | 000                   |     |                       |                       |                    |            |  |  |       |       |       |
|  |                       |                       |                 |  |  |                       |                       |                       |     | CUB Oreidis Despaigne | CUB Oreidis Despaigne | 010                |            |  |  |       |       |       |
|  |                       |                       |                 |  |  |                       | ARG Cristian Schmidt  | ARG Cristian Schmidt  | 001 |                       |                       |                    |            |  |  |       |       |       |
|  |                       |                       |                 |  |  | ARG Cristian Schmidt  | ARG Cristian Schmidt  | 110                   |     |                       |                       |                    |            |  |  |       |       |       |
|  |                       |                       |                 |  |  | ESA Diego Ochoa       | ESA Diego Ochoa       | 001                   |     |                       |                       |                    |            |  |  |       |       |       |
|  |                       |                       |                 |  |  |                       |                       |                       |     |                       |                       |                    |            |  |  |       |       |       |

### Repescagem
| Primeira rodada     | Primeira rodada |  |  | Semifinais          | Semifinais |  |  | Disputas pelo bronze | Disputas pelo bronze |
|                     |                 |  |  |                     |            |  |  |                      |                      |
| PUR Carlos Santiago | 100             |  |  |                     |            |  |  | PUR Carlos Santiago  | 001                  |
| USA Kyle Vashkulat  | 000             |  |  |                     |            |  |  | ARG Cristian Schmidt | 100                  |
|                     |                 |  |  | PUR Carlos Santiago | 010        |  |  |                      |                      |
|                     |                 |  |  | VEN Albenis Rosales | 000        |  |  |                      |                      |
| VEN Albenis Rosales |                 |  |  |                     |            |  |  |                      |                      |
|                     |                 |  |  |                     |            |  |  |                      |                      |
|                     |                 |  |  |                     |            |  |  |                      |                      |
| COL Camilo Castaño  | 011             |  |  |                     |            |  |  | ESA Diego Ochoa      | 000                  |
| CAN Stefan Zwiers   | 001             |  |  |                     |            |  |  | MEX Sergio García    | 100                  |
|                     |                 |  |  | COL Camilo Castaño  | 000        |  |  |                      |                      |
|                     |                 |  |  | ESA Diego Ochoa     | 100        |  |  |                      |                      |
| ESA Diego Ochoa     |                 |  |  |                     |            |  |  |                      |                      |
|                     |                 |  |  |                     |            |  |  |                      |                      |